# Gruber geht
Pour plus de détails, voir Fiche technique et Distribution.
Gruber geht est un film autrichien réalisé par Marie Kreutzer, sorti en 2015.

## Synopsis
À Vienne, John Gruber est un publicitaire aimant les plaisirs faciles et luxueux. Mais il méprise tout le monde, y compris sa propre sœur. Un jour, il reçoit soudainement un diagnostic de cancer qui change tout.

## Fiche technique
- Titre : Gruber geht
- Réalisation : Marie Kreutzer
- Scénario : Marie Kreutzer
- Musique : Florian Blauensteiner et Florian Horwath
- Photographie : Leena Koppe
- Montage : Ulrike Kofler
- Production : Helmut Grasser et Constanze Schumann
- Société de production : Allegro Film
- Pays :  Autriche
- Genre : Drame
- Durée : 92 minutes
- Dates de sortie : 
  -  Autriche : 27 janvier 2015

## Distribution
- Manuel Rubey : Gruber
- Bernadette Heerwagen : Sarah
- Doris Schretzmayer : Kathi
- Ulrike Beimpold : Dr. Jelinzka
- Sabine Friesz : Mme. Mayer
- Godehard Giese : Felix
- Simon Hatzl : Bernhard
- Pia Hierzegger : Dr. Novak
- Fabian Krüger : Graf
- Lana-Mae Lopicic : Ella
- Sami Loris : Henry
- Ida Reiner : Ida
- Pheline Roggan : Ruth
- Thomas Stipsits : Phillip
- Harald Windisch : Tom

## Distinctions
Le film a été nommé pour deux Romy et a reçu celui de la meilleure photographie.